# Helicanthes
Helicanthes é um género botânico pertencente à família Loranthaceae.